# منيخ
منيخ هي بلدة قديمة تقع في اقليم اليمامة قديما، دمرت في القرن السابع الهجري واصبح مسماها في الوقت الحاضر يقتصرعلى الجبل المطل على المجمعة من الغرب والذي فوقه قلعة المرقب، وهي الآن المجمعة وما حولها من القرى .
قال الشيخ عبد الله بن محمد بن خميس في معجم اليمامة :
| منيخ | نشأت المجمعة عام 820 هـ ، وأول من بدأ العمران بها عبد الله الشمري، ومن معه.. كما يروي المؤرخ ابن لعبون، وكان إنشاؤها على أطلال بلد منيخ الذي دمر في القرن السابع الهجري | منيخ |

وقال أبو محمد الهمداني المتوفى عام 334 هـ:
| منيخ | ثم وشي ثم الخيس ثم تنقطع الفقء وتيامن كأنك تريد البصرة فترد منيخين ثم الحنبلي وهما ماءان، فبمنيخين نخل، ولا نخل بالحنبلي، إذا منيخين بلد قائم في هذا المكان ذا نخل وزروع منذ ما قبل القرن الثالث الهجري حيث تحولت فيما بعد إلى منيخ ثم المجمعة | منيخ |